# Пробота (комуна)
Пробота (рум. Probota) — комуна у повіті Ясси в Румунії. До складу комуни входять такі села (дані про населення за 2002 рік):
- Белтень (731 особа)
- Перієнь (1741 особа)
- Пробота (1192 особи)

Комуна розташована на відстані 344 км на північ від Бухареста, 25 км на північ від Ясс.

## Населення
За даними перепису населення 2002 року у комуні проживали 3664 особи.
Національний склад населення комуни:
| Національність | Кількість осіб | Відсоток |
| -------------- | -------------- | -------- |
| румуни         | 3662           | 99,9%    |
| українці       | 1              | < 0,1%   |

Рідною мовою назвали:
| Мова       | Кількість осіб | Відсоток |
| ---------- | -------------- | -------- |
| румунська  | 3663           | > 99,9%  |
| українська | 1              | < 0,1%   |

Склад населення комуни за віросповіданням:
| Релігія       | Кількість осіб | Відсоток |
| ------------- | -------------- | -------- |
| православні   | 3555           | 97,0%    |
| адвентисти    | 103            | 2,8%     |
| римо-католики | 1              | < 0,1%   |
| мусульмани    | 1              | < 0,1%   |